# Holmelgonia holmi
Holmelgonia holmi là một loài nhện trong họ Linyphiidae.
Loài này thuộc chi Holmelgonia. Holmelgonia holmi được František Miller miêu tả năm 1970.